# Hartwig II d'Ortenburg
Hartwig II d'Ortenburg, dit également de Sponheim (mort le 22 août 1164) est le vingt-deuxième évêque de Ratisbonne et prince-évêque de la principauté épiscopale de Ratisbonne de 1155 à sa mort.

## Biographie
Hartwig est issu de la maison de Sponheim et est le neveu du 19e évêque Hartwig Ier de Spanheim et petit-neveu de l'archevêque de Magdebourg Hartwig de Spanheim. Son père est le duc de Carinthie Engelbert II, sa mère Uta, fille d'Ulrich de Passau.
En 1147, on le cite comme chanoine à Passau avec l'ordination de diacre. Le 18 mars 1150 ou 1151, Hartwig, chanoine de Salzbourg, avec ses frères Engelbert III et Rapoto Ier, deux membres du chapitre de la cathédrale de Salzbourg. À l'été 1155, Hartwig devient évêque de Ratisbonne.
En 1158, il accompagne l'empereur Frédéric Barberousse en Italie. En 1161, il mène une faide avec Henri XII de Bavière pour le château de Donaustauf.
Hartwig fait construire la chapelle de Tous-les-Saints dans le cloître de la cathédrale de Ratisbonne, qu'il choisit comme lieu de sépulture.